# 성남미금초등학교 축구부
성남미금초등학교 축구부는 대한민국 경기도 성남시에 있는 초등학교 축구부이다. 성남미금초등학교가 운영하는 축구부로, 1997년에 창단 되었다. 그렇지만 지금은 사라졌다.

## 참고 자료
- “KFA 통합경기정보 시스템”. 대한축구협회.

## 같이 보기
- 성남미금초등학교